# Trididemnum maragogi
Trididemnum maragogi is een zakpijpensoort uit de familie van de Didemnidae. De wetenschappelijke naam van de soort is voor het eerst geldig gepubliceerd in 2002 door Rocha.